# Přívoz Malé Žernoseky – Velké Žernoseky

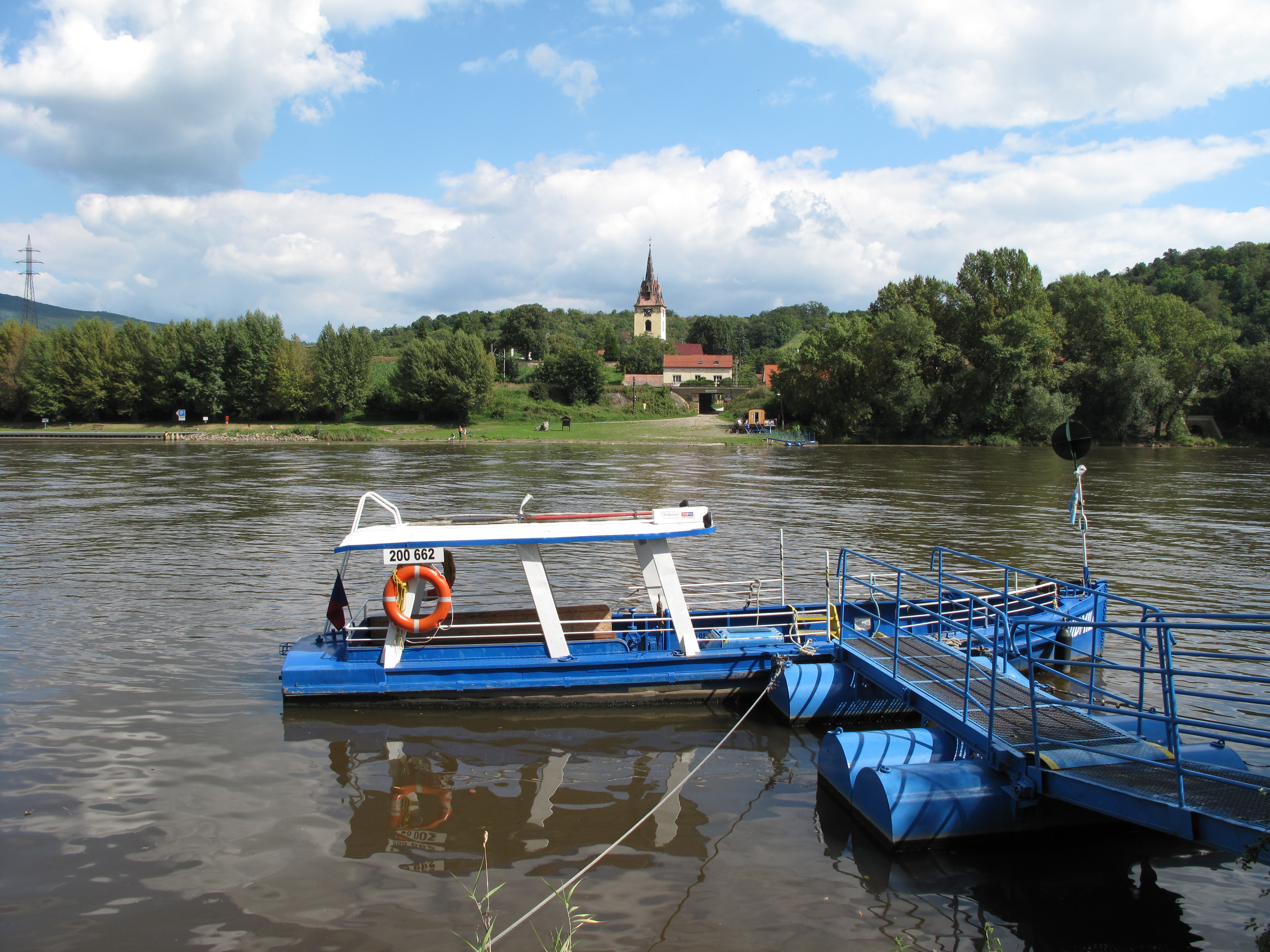
Přívoz, v pozadí věž kostela svatého Mikuláše ve Velkých Žernosekách

Přívoz Malé Žernoseky – Velké Žernoseky se nachází na Labi, v řkm 780,935 (původní 53,55) dolního Labe, těsně nad soutěskou zvanou Porta Bohemica, v okrese Litoměřice. Je v provozu jen v letní sezóně, zpravidla od května do září. Provozovatelem je obec Malé Žernoseky. Přepravuje lidi a cyklisty, přeprava je zajišťována malou loďkou, do které se vejde až 20 osob. Základní jízdné pro dospělé v roce 2013 činilo 20 Kč, pro mládež a důchodce 10 Kč, kola, kočárky, psi a objemná zavazadla se přepravovali za 5 Kč. 

## Historie
V minulosti sloužila na přívoze bezmotorová loďka. Mnoho let jej provozoval pan Emil Gudera s manželkou. V roce 1968 přívoz ukončil činnost. 24. září 1999 byl provoz úsilím obou obcí obnoven. Jako převozní loď slouží motorový člun Ludmila, pojmenovaný po starostce Velkých Žernosek Ludmile Pafelové.

## Cyklistická infrastruktura
Na levobřežní přístaviště navazuje od podzimu 2010 nová cyklostezka vedoucí podél Labe do centra Lovosic. Přes železniční zastávku Malé Žernoseky vede cyklotrasa č. 25 do Opárenského údolí. Na pravém břehu okolo přístaviště prochází Labská cyklotrasa.